# خانه نجفی
خانه نجفی مربوط به اوایل دوره قاجار است و در اصفهان، خیابان نشاط، کوچه مقصود بیک، کوچه پشت مسجدشاه واقع شده و این اثر در تاریخ ۱۱ مرداد ۱۳۸۴ با شمارهٔ ثبت ۱۲۳۱۵ به‌عنوان یکی از آثار ملی ایران به ثبت رسیده‌است.